# الکس بلسا
الکس بلسا (انگلیسی: Álex Blesa؛ زادهٔ ۱۵ ژانویهٔ ۲۰۰۲) بازیکن فوتبال است.
وی همچنین در تیم ملی فوتبال زیر ۱۷ سال اسپانیا بازی کرده‌است.